# Afro-Cuban All Stars
Die Afro-Cuban All Stars ist ein Musikprojekt des Son-Musikers und Gründers der Band Sierra Maestra, Juan de Marcos González. Um der seit der kubanischen Revolution 1959 fast in Vergessenheit geratenen Son-Musik zu neuer Popularität zu verhelfen, brachte er ab 1996 zahlreiche Altstars wie Compay Segundo, Pío Leyva, den Bassisten Orlando „Cachaíto“ Lopez und den Pianisten Rubén González zusammen, womit er den Grundstein für das sehr bekannte Musikalbum Buena Vista Social Club legte.
Heute sind die Afro-Cuban All Stars ein Vier-Generationen-Projekt, deren Alter zeitweise von 13 bis 81 reichte. Bekannte Mitglieder waren bzw. sind Rubén González, Eliades Ochoa, Ibrahim Ferrer, Manuel „Guajiro“ Mirabal, Omara Portuondo, Orlando „Cachaito“ López, Bárbaro „Barbarito“ Torres, Manuel Licea (Puntillita), Luis Frank Arias, Raúl Planas, Félix Valoy, Richard Egües, José Antonio „Maceo“ Rodríguez, Pío Leyva sowie der junge Yulien Oviedo Sánchez.

## Diskographie
- 1997: A Toda Cuba Le Gusta
- 1999: Distinto Diferente
- 2000: Baila mi Son (featuring Felix Baloy)
- 2004: Bajando Gervasio (featuring Amadito Valdes)
- 2005: Live in Japan
- 2005: Step Forward